# Pfeffingen (Bad Dürkheim)
Pfeffingen ist ein Weiler in der Nähe von Bad Dürkheim.

## Geschichte

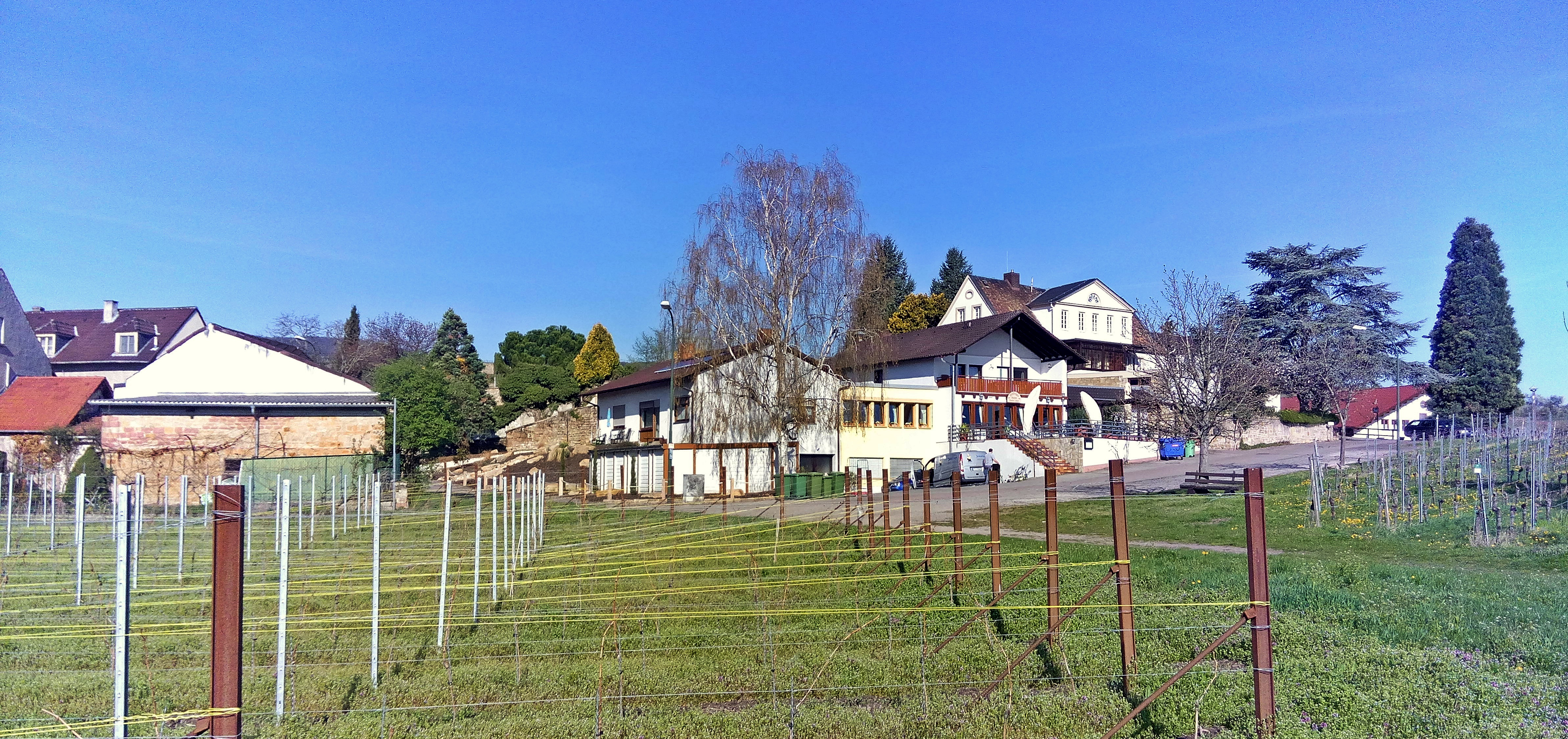
Pfeffingen von der Feldseite (Südosten)

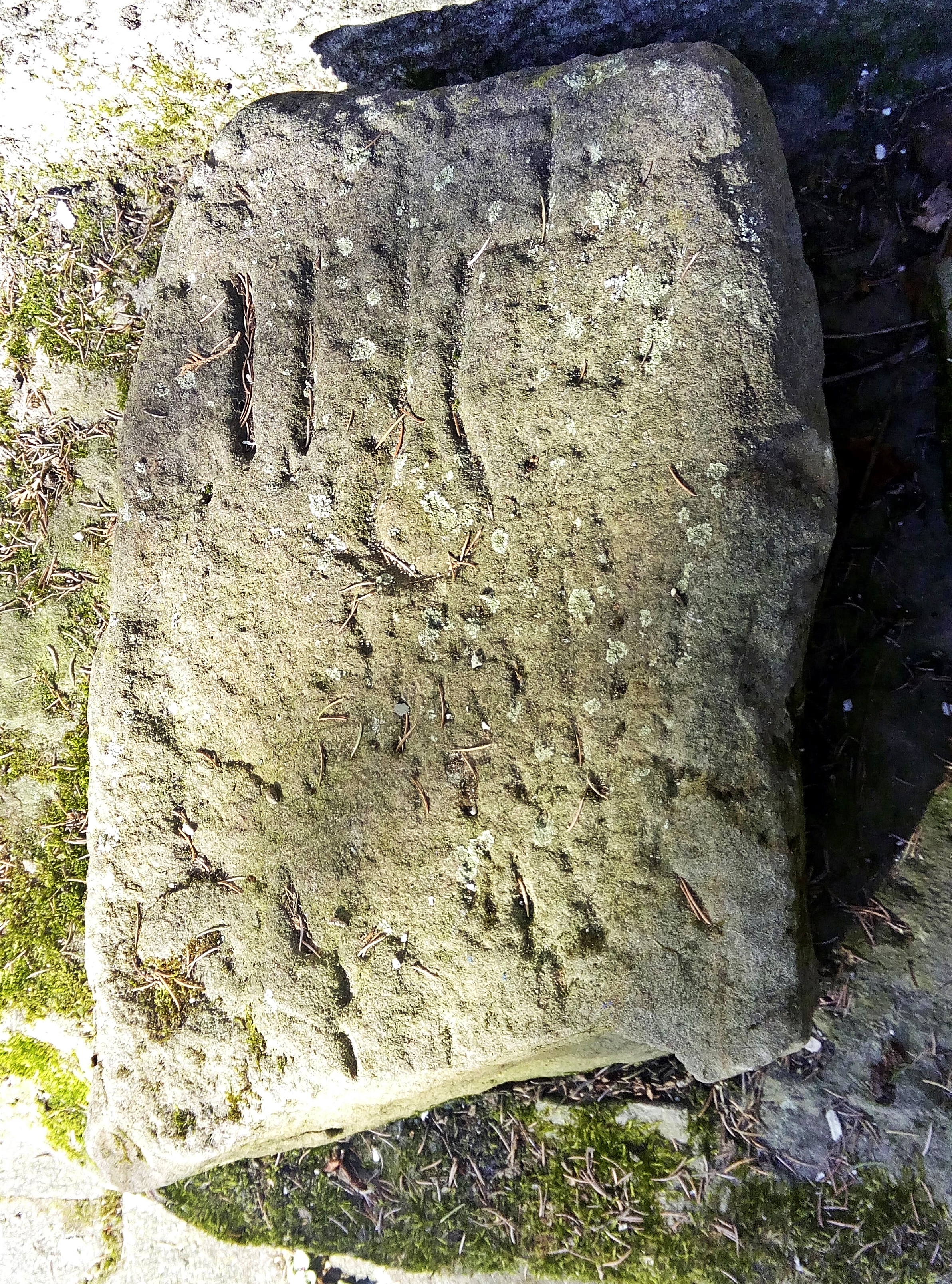
Aufgefundener Grenzstein der Abtei Weißenburg

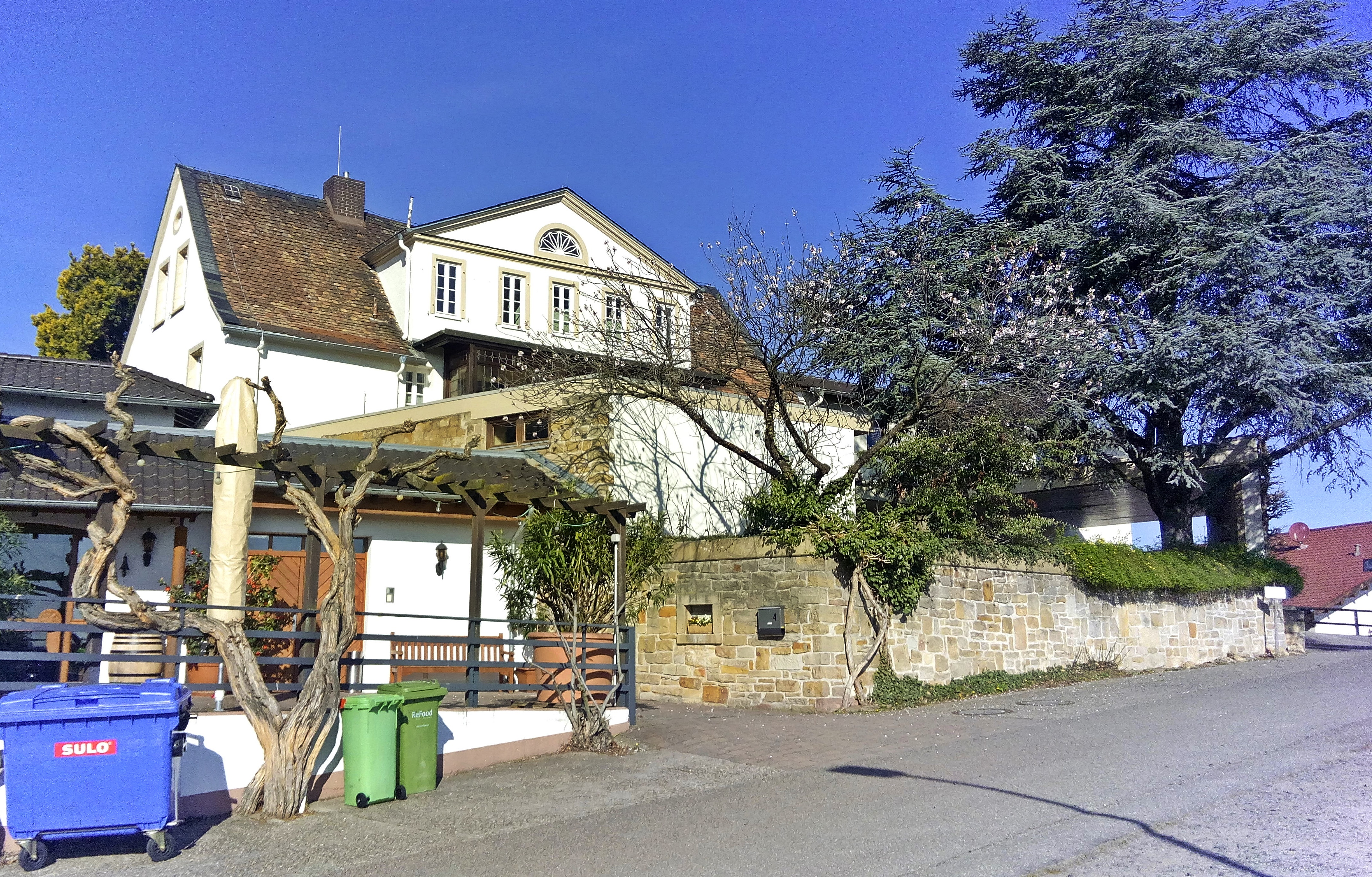
Herrenhaus (umgebautes Pfarrhaus), Sitz des Weingutes Pfeffingen

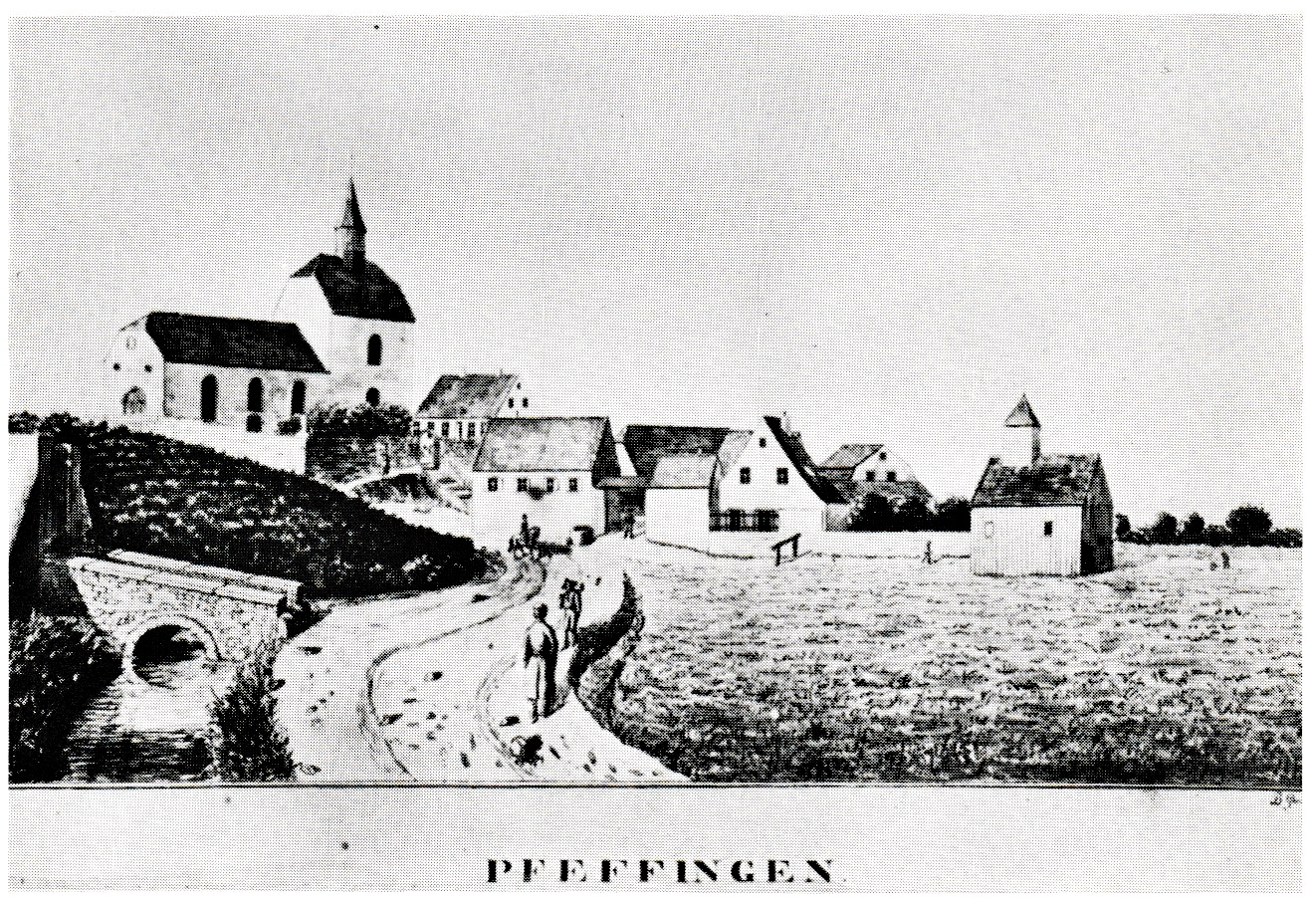
Pfeffingen, mit Peterskirche, 1827

Die Gemarkung von Pfeffingen war ausweislich archäologischer Funden aus der Römerzeit schon damals besiedelt gewesen zu sein. Der heutige Ort geht auf das Frühmittelalter zurück, als zwischen 500 und 600 n. Chr. eine fränkische Adelsfamilie hier ihren Sitz hatte, worin man die Ursprünge der oft erwähnten und mit Pfeffingen verbundenen Grafschaft bzw. des Gerichts vermutet. Die älteste erhaltene schriftliche Erwähnung stammt aus dem 9. Jahrhundert als Peffingen. Eine Urkunde aus dem Jahr 1280 spricht vom "Hof Peffingen", curia Peffingen. Die Siedlung war in der Frühzeit ihres Bestehens, mit ihrer Peterskirche Ausgangspunkt für die weitere Besiedlung der Umgebung. Das älteste erhaltene schriftliche Zeugnis zur Peterskirche stammt von 1240. Sie war jedoch offenbar weitaus älter. 
Pfeffingen gehörte schon vor dem Jahre 800 zum Besitz der Abtei Weißenburg. Das hiesige Kirchenpatrozinium St. Peter legt eine frühe Gründung des Gotteshauses durch das gleichnamige Kloster Weißenburg nahe. Aus dieser Zeit befindet sich derzeit im Hof des Weingutes Eymael noch ein hier gefundener Grenzstein mit dem stehenden Petrus-Schlüssel aus dem Weißenburger Abteiwappen. Ähnliche Weißenburger Grenzsteine sind auch in der Südpfalz nachgewiesen. Im sogenannten Salischen Kirchenraub von 985 verlor das Kloster seine  Pfeffinger Herrschaftsrechte an Herzog Otto I. und erhielt sie nie mehr zurück. Fortan gehörte der Ort weltlichen Herrschern und gelangte später an die Kurpfalz. Auch das Kloster Otterberg war im Ort begütert.
Es soll zudem hier eine Burg der Grafen von Homburg gestanden haben. Ihre Erbauung wird 1389 vermutet, erwähnt ist sie jedoch erst ab 1836. In allen Urkunden wird regelmäßig von Grafschaft, Gericht und Kirche gesprochen, aber niemals von einer Burg. Vor Ort gibt es keine Befunde, welche eine ehemalige Burganlage belegen.
Bis 1502 war die Salvatorkirche Kallstadt eine Filiale der Pfeffinger Kirche. Ebenso gehörten ihr die Nikolauskapelle Ungstein und die Michaelskapelle in Bad Dürkheim an. 1457 schenkte Kurfürst Friedrich I. von der Pfalz die Pfarrkirche zu Pfeffingen samt ihren Filialkirchen der Universität Heidelberg. Da die zentral in Dürkheim gelegene Schlosskirche um 1550 evangelisch wurde, diente St. Peter zu Pfeffingen in der Folge als Hauptkirche aller hiesigen Katholiken. Im Zusammenhang mit der Wiedergründung einer katholischen Pfarrei in der Stadt selbst und dem Neubau der dortigen Ludwigskirche gab man 1827 die Pfeffinger Kirche auf und riss sie später ab. Einziges Relikt aus der alten Kirche ist eine Glocke, die man um 1430 datiert. Sie kam 1651 nach Erpolzheim, wurde 2005 von dort nach Pfeffingen zurückgegeben und ist heute an einem modernen Mast, neben der Landstraße in Richtung Ungstein aufgehängt. Laut dem Historiker Johann Georg Lehmann entdeckte man um 1750 bei der Anlage dieser Landstraße, nahe der Pfeffinger Kirche, „mehrere große steinerne Särge und in denselben viele Kostbarkeiten an Gold, Silber und edeln Steinen, sowie auch eine silberne, vergoldete und mit kostbaren Steinen besetzte Strahlen-Krone, nebst Münzen und dergleichen.“
Käufer des Pfeffinger Kirchenareals war 1827 der Dürkheimer Kaufmann Johannes Fitz. Dieser ließ 1828 sowohl die Kirche abbrechen, als auch das Pfarrhaus erweitern und zum jetzt noch existierenden Herrenhaus umbauen. Er gründete hier ein Weingut und legte Weinberge an. Dabei wurden 1828 die Bruchstücke einer römischen Weihinschrift entdeckt, die heute in der Villa rustica Weilberg ausgestellt sind. Seit 1836 gehört Pfeffingen zur Gemarkung Ungstein, ab 1972 wurde es ein Stadtteil von Bad Dürkheim. 1931 erwarb Valentin Schnell das Weingut Pfeffingen, das seine Nachfahren namens Fuhrmann bzw. Eymael bis in die Gegenwart führen. Im Hof des Gutes stehen vier der früher hier aufgefundenen Steinsärge.  
Auf dem (nicht mehr existenten) Pfeffinger Friedhof setzte man am 15. Februar 1788 den fürstlich-leiningischen Hofmaler Franz Joseph Noortwyck (1767–1788) bei. Fürst Carl Friedrich Wilhelm ließ ihm hier von einem Mannheimer Hofbildhauer ein Grabmal errichten, das nicht erhalten ist.